# Walentin Prokofjew
Walentin Fieofanowicz Prokofjew (ur. 7 maja?/20 maja 1905 w Mikołajowie, zm. 12 marca 1939 w Kraju Chabarowskim) – radziecki piłkarz grający na pozycji lewego skrzydłowego. Wystąpił w dwóch nieoficjalnych meczach reprezentacji Związku Radzieckiego.
W 1926 roku został ogłoszony przez czytelników gazety Krasnyj Sport najlepszym lewoskrzydłowym kraju.
W 1937 roku został aresztowany i zesłany w okolice Chabarowska, gdzie zmarł dwa lata później w wyniku zakażenia krwi.